# Harry Persson (pianist)
Harry Persson, född 3 oktober 1923 i Örgryte församling i Göteborg, död 22 januari 2021, var en svensk pianist och kompositör med en lång verksamhet som café- och restaurangpianist i Göteborg. Som representant för det alltmer sällsynta "skrået" restaurangpianister var Persson en känd göteborgsprofil.

## Biografi
Harry Persson växte upp i en musikalisk familj på Långedragsvägen i Göteborg. Hans far, Bror Persson, var stadens förste jazzpianist, och bröderna Rune och Gösta var även de musiker. Modern Ester spelade piano och sjöng. Andra vanliga instrument i hemmet var saxofon och klarinett.
Vid 14 års ålder började han 1937 sin pianoutbildning hos Carl Tillius på dåvarande Göteborgs musikinstitut. Han bestämde sig redan då för att lära in tio melodier om dagen. Samtidigt började han spela saxofon, klarinett och xylofon i en orkester, tillsammans med sina bröder och sin far. Eftersom pianot var upptaget, fick han alltså välja andra instrument. Året därpå fick han sin första anställning, tillsammans med sin far, vid Göteborgs dansinstitut. Något senare började han som pianist vid ett antal svenska cirkusar – den första landsomfattande cirkusturnén var med Miranos Tivoli från 1944 – senare med Cirkus Scott och Cirkus Schumann. Han reste landet runt under några år på 1940-talet och spelade på stadshotell med mera.
Från 1955 var han under dagtid huspianist på Bräutigams konditori i hörnet Östra Hamngatan—Kungsgatan ända fram till dess stängning den 14 januari 1993. Här spelade emellanåt även hans bror, Rune "Sonny" Persson, och här mötte Harry Persson 1959 sin hustru, sångerskan Marianne Persson, med vilken han många gånger uppträtt. Kvällstid spelade han parallellt även på kryssar- och societetsrestaurangen Henriksberg (1953–76) samt på  restaurang Gamle Port med Top Floor Club från dennas invigning 1956.
Harry Persson spelade på flera olika ställen i Göteborg, såsom Trädgårdsföreningen och på NK (1993–96) och Hotel Eggers fram till 1948 samt på nytt från mars 1996 under cirka ett år. Vid dryga 90 års ålder var han ännu verksam som pianist bland annat på konditori Festival i Nordstan (2014). Han ackompanjerade många kända artister, och spelade under flera år på Lisebergs scener och med Sten-Åke Cederhöks Veckans Revy och TV-sända Jubel i busken. Han hade en repertoar av över 6 000 musikverk tillgängliga att direkt framföra utan noter.
Harry Persson kom med åren att uppmärksammas för sin 75-åriga karriär och inför hans 90-årsdag ordnades en hyllningsgala på Lorensbergsteatern den 2 oktober 2013 med bland andra Tomas von Brömssen, Galenskaparna och After Shave och Stefan Ljungqvist. I november 2012 var det premiär på dokumentärfilmen om honom, Den siste cafépianisten av Bo Harringer och Lars Dimming.
År 1985 medverkade han som skådespelare i Bo Hermanssons svensk-norska tv-serie Röd snö på SVT Göteborg / NRK i rollen som Kyrkoherden.
Då familjen flyttade från Floda till Lindholmen, gjorde sig Persson av med Sveriges största samling av inspelningar på trådspelare. Den överfördes till Statens ljud- och bildarkiv i Stockholm – numera vid Kungliga Biblioteket.
Harry Persson gjorde ett par hundra kompositioner, men gav aldrig ut dem. Han är gravsatt i minneslunden på Västra kyrkogården i Göteborg.

## Priser och utmärkelser
Persson tilldelades 1994 Göteborgs stads förtjänsttecken i guld och Lerums kommuns kulturpris 1995. År 2011 mottog han Göteborgs spårvägars kulturpris och avtäckte själv 21 december samma år den av Göteborgs spårvagnar, som är uppkallad efter honom, M32 vagn 420.

## Diskografi
- 1982 – Jubel i väst. Sten-Åke Cederhök 25 år på Liseberg.

Glada visor och revykupletter tillsammans med Sven Tjuslings Trio, Ronnie Hartley och Harry Persson. Philips 6362107.

### Soloalbum
- 1985 – Cafémusik HARRY PERSSON. Av skivans 17 nummer framför Harry Persson tre egna kompositioner: Argentinsk tango, HP Boggie och Pianokonsert `59.